# Gillis Bonde från Ham
Gillis Bonde från Ham (Farmer Giles of Ham) är en berättelse skriven av författaren J.R.R. Tolkien som gavs ut för första gången år 1949. Den handlar om bonden Gillis som en natt blir väckt av sin hund som har sett en jätte stövla omkring på sin husbondes ägor. Gillis jagar bort jätten med sitt gevär och blir byns hjälte. När en drake senare börjar härska på landsbygden får Gillis i uppdrag att besegra draken.

## Handling
Berättelsen utspelar sig längs Themsendalen, och i Wales, någon gång före kung Arturs tid. Dess huvudperson är Gillis bonde, vars fulla namn är Aegidius Ahenobarbus Julius Agricola de Hammo, ”ty folk hade rikligt med namn på den tiden”. Gillis bonde för en stilla tillvaro i byn Ham, utan att ägna någon större tanke på världen bortom hans åkrar.
En natt vandrar en vilsegången jätte in på Gillis ägor. Gillis hund Garm, som smitit ut ur huset, stöter på jätten och skyndar sig hem. Han väcker Gillis och hans fru och berättar att en jätte trampar ned Gillis åkrar. Gillis tror inte på Garm, men laddar ändå sitt muskedunder och beger sig ut i natten. Där möter han jätten. Mer genom tur än något annat lyckas han träffa jätten med en skottsalva rakt i ansiktet. Jätten tror att han blivit biten av någon slags insekt, och beger sig därifrån. Gillis bonde blir hyllad i hela byn, och så småningom hör också kungen av Mellersta Konungariket talas om hans bragd. Han sänder ett sigillförsett brev där han uttrycker sin uppskattning. Med brevet medföljer också ett svärd ur kungens skattkammare som gåva.

### Draken Chrysophylax
Under tiden återvänder jätten till sitt hem bland bergen i väster. Där berättar han för alla som vill höra på om de rika länder han besökt. Ryktet om Mellersta Konungariket når till slut draken Chrysophylax Dives, som beger sig till kungariket och där börjar orsaka stör förödelse. Kungen ber sina riddare att bege sig ut och döda draken, men de skjuter hela tiden upp detta med hänvisningar till tornerspel och nyårsfester.
Under tiden närmar sig draken Ham. Efter bortdrivandet av jätten har Gillis bonde fått högt anseende i Ham, och byns invånare anser att han borde ge sig ut och möta draken. Efter många undanflykter märker Gillis att han inte har något annat val än att möta draken eller helt förlora sitt anseende. Han utrustas med en primitiv brynja bestående av Gillis lädertröja med en massa järnringar fastsydda på, och en gammal järnhjälm. Det visar sig också att svärdet han fått av kungen är det berömda svärdet Caudimordax, på folkmålet kallat Stjärtbite.
Gillis Bonde rider ut ur byn på sin märr. När han rundar en krök på landsvägen möter han Chrysophylax. Draken börjar samtala med Gillis, men har för avsikt att anfalla och äta upp honom så fort han vänder ryggen till. Gillis är dock på sin vakt och ger inte draken någon chans att anfalla förrän draken påpekar att Gillis tappat något. Mycket riktigt har bonden tappat svärdet Stjärtbite, och när han böjer sig ned för att ta upp det anfaller draken. Så fort svärdet är i Gillis hand flyger det upp rakt framför ögonen på draken, som snabbt hejdar sig i sitt anfall. Svärdet hugger sedan draken i vänster vinge tillräckligt hårt för att skada draken så att han inte kan flyga. Draken försöker fly till fots, men Gillis rider efter på sin märr. Han jagar draken ända in i byn, där draken ger upp och stannar framför kyrkporten och ber för sitt liv. Gillis bonde och byborna omringar draken.
Efter mycket köpslagande och bedjande lovar draken att ge hela sin skatt till byborna, som sedan rättvist ska fördela denna mellan drakens offer och sig själva. De tvingar honom att svära flera heliga eder. Sedan ger sig draken av, med löftet att återvända med skatten åtta dagar senare.

### Chrysophylax skatt
Det dröjer inte länge förrän kungen av Mellersta Konungariket får höra talas om Chrysophylax löfte. Fyra dagar efter att draken lämnat byn anländer han med ett stort sällskap till Ham. Han hävdar att han har full rätt till skatten och har för avsikt att stanna i Ham tills den levererats till honom. Men draken dyker aldrig upp med skatten. Till slut ger kungen upp och återvänder mycket ilsken till hovet. Efter en vecka får Gillis bonde ett brev från kungen där han beordras att, tillsammans med kungens riddare, bege sig ut på jakt efter draken för att hämta kungens skatt. Så fort Gillis anländer till hovet beger sig expeditionen iväg. Gillis hinner inte vila ut efter resan från Ham och måste försöka låna ihop de saker han saknar från expeditionens andra medlemmar.
På resans sjunde dag närmar sig expeditionen draken Chrysophylax hemtrakter. Medan Gillis rider längst bak i ledet och riddarna är alltför upptagna med att diskutera rang och etikett för att vara på sin vakt anfaller draken. De riddare som inte dödas flyr för sitt liv. När Chrysophylax når slutet av ledet stöter han på Gillis med svärdet Stjärtbite i hand. Det var det sista han väntat sig. Gillis tvingar draken att leda honom tillbaka till sin grotta och hämta ut skatten. Draken går in flera gånger och kommer ut med rikedomar. När draken till slut säger att de rikedomar som finns kvar knappt räcker för att han ska kunna föra en anständig tillvaro och ber för att få behålla dessa låter Gillis honom göra det. Han binder fast skatten på Chrysophylax rygg, därigenom berövas draken sin flygförmåga, och återvänder sedan raka vägen till Ham utan att sända något meddelande till kungen.
När kungen får reda på detta blir han rasande. Medan Gillis över hela landet firas som en hjälte beger sig kungen med ett följe soldater till Ham för att kräva sin skatt och Gillis bondes ursäkt. Gillis möter kungen på bron över ån innan Ham. Gillis vägrar överlämna skatten. Just när kungen beordrar sina män att gripa honom stiger draken upp ur gyttjan vid ån. Han släpper ifrån sig ett stort ångmoln och kungens män flyr. Så slutar ”slaget vid Hams bro”. Gillis blir till en stor herre över byarna runt Ham, och till slut konung över det nygrundade Lilla Konungariket.

## Bakgrund

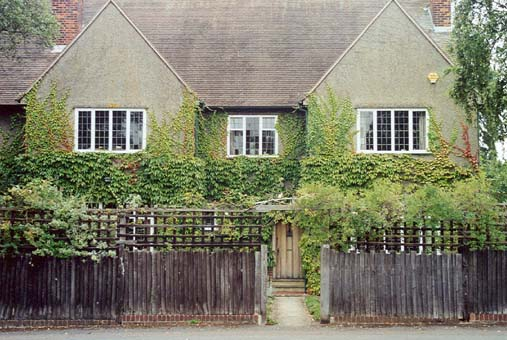
Northmoor Road 20, där Tolkien bodde mellan 1930 och 1949.

Tolkiens bok Bilbo – En hobbits äventyr hade kommit ut i september 1937. Den första versionen av Gillis Bonde från Ham var betydligt kortare än den slutgiltiga publicerade versionen. Tolkien skickade in denna version till sitt förlag som en möjlig uppföljare till Bilbo. Förlaget gillade berättelsen, men beslöt ändå att inte publicera den. I början av 1938 skulle Tolkien hålla ett föredrag på temat sagor hos en studentförening vid Worcester College. Han hade inte förberett föredraget, så han beslutade att istället läsa högt ur Gillis Bonde från Ham. När han läste igenom manuskriptet i förväg utökade han också den ursprungliga berättelsen till den längre version som senare skulle komma att publiceras. Vid uppläsningen vid Worcester College fick berättelsen ett mycket bra mottagande, vilket sporrade Tolkien att skicka in den förlängda versionen till förlaget. Denna gång valde förlaget att publicera berättelsen, det dröjde dock 11 år till innan boken kom ut. Gillis Bonde från Ham publicerades för första gången i oktober 1949. Bokens fullständiga originaltitel är Farmer Giles of Ham: Aegidii Ahenobarbi Julii Agricole de Hammo, Domini de Domito, Aule Draconarie Comitis, Regni Minimi Regis et Basilei mira facinora et mirablis exortus, or in the vulgar tongue, The Rise and Wonderful Adventures of Farmer Giles, Lord of Tame, Count of Worminghall and King of the Little Kingdom.
En konstnär vid namn Milein Cosman hade av förlaget valts ut att illustrera berättelsen. Tolkien gillade dock inte de exempel hon skickat in till förlaget. Berättelsen utspelar sig huvudsakligen i Oxfordshire med omnejd, vilket han inte ansåg att Cosman lyckats fånga. Dessutom tyckte han inte att hon var bra på att rita träd.. Förlaget tackade nej till Cosmans tjänster och uppdraget att illustrera Gillis Bonde från Ham gavs istället till konstnären Pauline Baynes. Tolkien var riktigt förtjust i Baynes bilder. Pauline Baynes illustrerade senare både C.S. Lewis Caspian-sagor, såväl som Sagan om smeden och stjärnan av Tolkien och hans diktantologi Tom Bombadills äventyr.
| ”                       | De [Pauline Baynes bilder] är mer än illustrationer, de är ett parallellt tema. Jag visade dem för mina vänner som artigt påpekade att de reducerade min text till en kommentar till bilderna. | „ |
| – J.R.R. Tolkien (1949) | |   |

Tolkien hade planer på att skriva en uppföljare till berättelsen. Denna skulle kretsa kring Gillis son George och pagen Suet och utspela sig i samma område som Gillis Bonde från Ham. Dessa planer realiserades aldrig; kriget hade ärrat landskapet och Tolkien tyckte att det förlorat sitt hjärta.
| ”                                            | Fortsättningen (på Gillis Bonde) har jag tänkt ut men inte skrivit och antagligen kommer den aldrig på papperet. Lilla kungadömet har förlorat sitt hjärta och skogarna och fälten är nu flygplatser och måltavlor vid bombflygets övningar. | „ |
| – J.R.R Tolkien (översättning Disa Törngren) | |   |

Gillis Bonde från Ham har översatts till svenska av Åke Ohlmarks. Berättelsen har publicerats många gånger tillsammans med andra kortare verk av Tolkien; den har bland annat givits ut i boken Tales from The Perilous Realm år 1997 (Sagor från en farofylld värld på svenska), tillsammans med tre andra kortare verk av Tolkien (Tom Bombadills äventyr, Blad av Niggle och Sagan om smeden och stjärnan).